# Niewidoczna niepełnosprawność

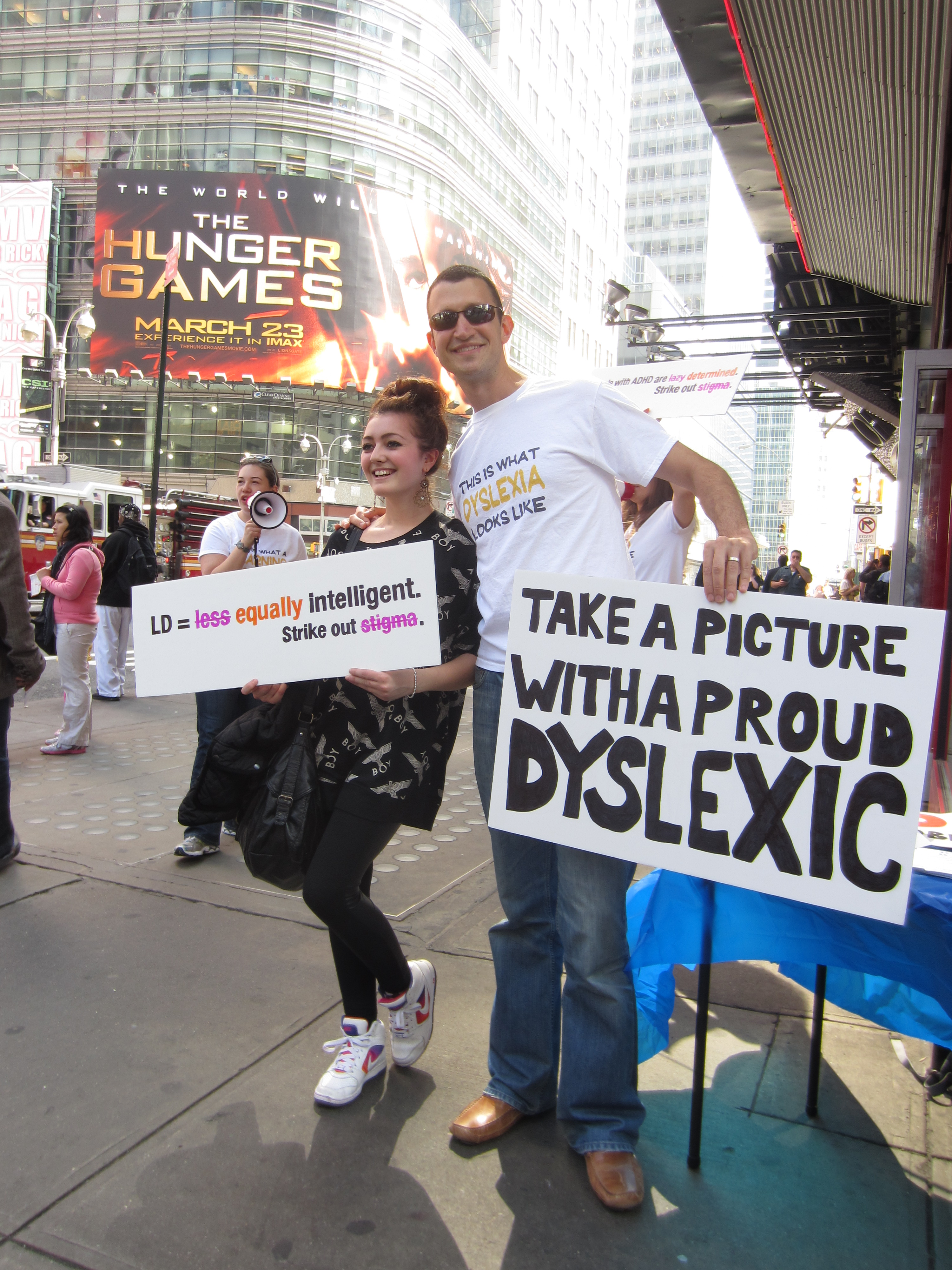
Kobieta trzymająca tabliczkę z napisem „Trudności w uczeniu się = Mniej równie inteligentna / skreśl piętno” pozuje do zdjęcia z mężczyzną trzymającym tabliczkę z napisem „Zrób zdjęcie z dumnym dyslektykiem”. Wydarzenie zostało zorganizowane podczas Miesiąca Trudności w Uczeniu się.

Niewidoczne niepełnosprawności, znane również jako ukryte niepełnosprawności – niepełnosprawności, które nie są od razu widoczne. Zazwyczaj są to przewlekłe choroby i zaburzenia, które utrudniają normalne czynności życia codziennego.
Przykładowo osoby z niepełnosprawnością wzrokową lub słuchową, które nie noszą okularów lub aparatów słuchowych lub które używają dyskretnych aparatów słuchowych, mogą nie być w oczywisty sposób niepełnosprawne. Niektóre osoby z utratą wzroku mogą nosić soczewki kontaktowe. Osoby z problemami ze stawami lub przewlekłym bólem mogą nie korzystać z technologii asystujących ułatwiających poruszanie się (takich jak laski czy wózki). Większość osób z RSI porusza się w sposób typowy i niewywołujący podejrzeń, a środowisko medyczne zachęca ich nawet do jak największej aktywności, w tym do uprawiania sportu; jednak RSI może wywoływać dramatyczne ograniczenia w tym, jak długo ktoś może pisać lub trzymać w dłoni telefon albo inne przedmioty.
Szacuje się, że 1 na 10 osób żyje z niewidoczną niepełnosprawnością.

## Wpływ
Niewidoczne niepełnosprawności, znane również jako ukryte niepełnosprawności, mogą utrudniać chodzenie do szkoły, pracy, socjalizację i nie tylko. Chociaż niepełnosprawność stanowi wyzwanie dla osoby, która ją ma, rzeczywistość życia z niepełnosprawnością może być trudna do zrozumienia przez innych. Inni mogą nie zrozumieć przyczyny problemu, jeśli nie widzą jego dowodów w widoczny sposób. Uczniom z zaburzeniami umysłowymi może być trudno zorganizować i ukończyć zadania szkolne, ale nauczyciele, którzy nie są świadomi przyczyn trudności ucznia, mogą go źle oceniać bez próby zrozumienia.
Brak zrozumienia może być szkodliwy dla kapitału społecznego danej osoby. Społeczeństwo może postrzegać kogoś z niewidoczną niepełnosprawnością jako leniwego, słabego lub aspołecznego. Niepełnosprawność może spowodować utratę więzi z przyjaciółmi lub rodziną z powodu braku zrozumienia, co może prowadzić do obniżenia samooceny.
Niepełnosprawność, która może być widoczna w niektórych sytuacjach, w innych może nie być oczywista, co może skutkować poważnym problemem. Na przykład pasażer samolotu, który jest niesłyszący, może nie być w stanie słyszeć werbalnych instrukcji stewardesy. Z tego powodu podróżnym z niewidoczną niepełnosprawnością zaleca się poinformowanie linii lotniczych o rodzaju niepełnosprawności przed lotem.
Pracownicy z niewidoczną niepełnosprawnością często decydują się nie ujawniać swojej diagnozy swojemu pracodawcy, ze względu na stygmatyzację osób niepełnosprawnych. Może się to zdarzyć, gdy w grę wchodzi niepełnosprawność psychiczna lub szereg innych niewidocznych zaburzeń. Badacze zajmujący się zasobami ludzkimi powinni brać to nieujawnianie podczas prowadzenia badań na temat pracowników z niepełnosprawnościami. Badanie z 2011 r. wykazało, że 88% osób z niewidoczną niepełnosprawnością miało negatywną opinię na temat ujawnienia swojej niepełnosprawności pracodawcom. Z danych amerykańskiego Biura Statystyki Pracy z 2017 r. wynika, że stopa bezrobocia osób z niewidoczną niepełnosprawnością jest wyższa niż osób bez takiej niepełnosprawności. Według BBC osoby zarażone wirusem HIV mają trzykrotnie wyższą stopę bezrobocia niż osoby bez HIV. Dane Biura Statystyki Pracy wykazały również, że osoby z niewidoczną niepełnosprawnością mają mniejsze prawdopodobieństwo uzyskania tytułu licencjata lub innego wyższego wykształcenia.

## Ochrona prawna
Osoby z niewidoczną niepełnosprawnością są chronione przez krajowe i lokalne przepisy dotyczące niepełnosprawności, takie jak ustawa o niepełnosprawnych Amerykanach w USA. Ustawa o rehabilitacji z 1973 r. była kilkakrotnie zmieniana tak, że definicja „niepełnosprawnego” zawiera stwierdzenie "any person who... (C) is regarded as having such an impairment" ("każda osoba, którą [...] można uznać za posiadającą takie upośledzenie").

## Niewidoczne niepełnosprawności w Polsce
W 2023 r. zainicjowany został projekt "(Nie)widzialni", którego celem jest zwiększanie świadomości nt. niewidocznych niepełnosprawności. Projekt realizowany jest przez Fundację StwardnienieRozsiane.info